# Afrixalus upembae
Espèce
Synonymes
- Megalixalus leptosomus upembae Laurent, 1941

Statut de conservation UICN

 DD  : Données insuffisantes
Afrixalus upembae est une espèce d'amphibiens de la famille des Hyperoliidae.

## Répartition
Cette espèce est endémique du Sud de la République démocratique du Congo. Elle se rencontre dans la province du Katanga,.

## Étymologie
Son nom d'espèce lui a été donné en référence à son lieu de découverte, le lac Upemba.

## Publication originale
- Laurent, 1941 : Les Megalixalus (Batraciens) du Musée du Congo. Revue de Zoologie et de Botanique Africaines. Tervuren, vol. 35, p. 119-132.